# 厳木バイパス

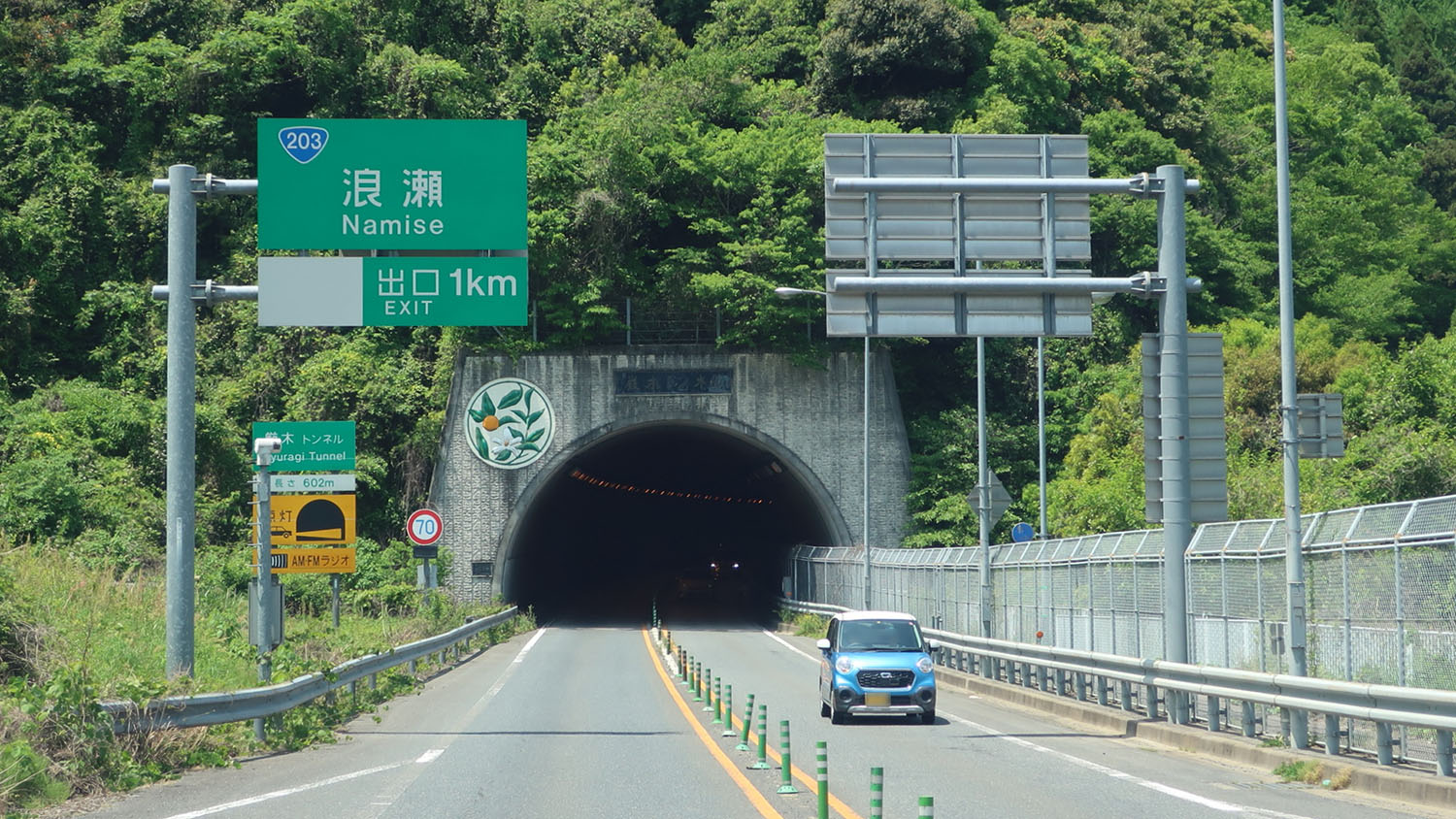
厳木バイパス(浪瀬IC付近)

厳木バイパス（きゅうらぎバイパス）は、佐賀県唐津市相知町から同市厳木町に至る国道203号のバイパスで、地域高規格道路である(無料区間)。佐賀唐津道路の一部を構成する。

## 概要
移動時間短縮や、民家に近接した区間や通学路の区間がある国道203号旧道の大型車通過抑制による安全性向上などの効果を見込んで事業が行われた。開通により、相知 - 多久間の所要時間は厳木バイパスのみで22分から17分へ5分短縮（厳木多久道路も利用した場合さらに5分短縮）した。
工事期間中には、予定地でハヤブサの営巣が確認されたため、保全を行い繁殖期には工事を休止した。この影響で工期が伸びている。
2018年4月には、並行する国道203号の旧道が佐賀県道350号相知厳木線に指定変更されている。

### 路線データ
- 起点 : 佐賀県唐津市相知町大字長部田
- 終点 : 佐賀県唐津市厳木町大字中島
- 全長：6.3 km
- 規格：第1種第3級
- 道路幅員：10.5 m
- 車線数：暫定2車線
- 車線幅員：3.5 m
- 設計速度：80 km/h

## 歴史
- 昭和59年度 : 事業化[2]。
- 1996年（平成8年）7月30日 : 浪瀬IC - 厳木町中島の区間約2.3 kmが、厳木多久道路全線および東多久バイパスの一部（厳木町中島 - 多久原ICの区む）と共に開通[2]。
- 2002年（平成14年）12月5日 : 岩屋IC - 浪瀬IC間約1.9 kmが開通[2]。
- 2014年（平成26年）3月1日 : 相知長部田IC - 岩屋IC間約2.1 kmが開通[2]。

## インターチェンジなど
- 英略字は以下の項目を示す。
IC : インターチェンジ、RS : 道の駅

| IC 番号              | 施設名            | 接続路線名                                       | 起点から （km） | 備考 | 所在地             |
| -------------------- | ----------------- | ------------------------------------------------ | --------------- | ---- | ------------------ |
| 唐津相知道路（計画） |                   |                                                  |                 |      |                    |
|                      | 相知長部田IC      | 国道203号 県道350号相知厳木線                    | 0.0             |      | 唐津市相知町長部田 |
|                      | 岩屋IC            | 市道町切線 市道岩屋新屋敷線                      | 2.1             |      | 唐津市厳木町岩屋   |
|                      | 浪瀬IC            | 県道32号伊万里畑川内厳木線                       | 4.0             |      | 唐津市厳木町浪瀬   |
|                      | 牧瀬IC 道の駅厳木 | 国道203号 県道37号厳木富士線 県道350号相知厳木線 | 5.6             |      | 唐津市厳木町牧瀬   |
|                      |                   | -                                                | 6.3             |      | 唐津市厳木町中島   |
| 厳木多久道路に接続   |                   |                                                  |                 |      |                    |

## 接続路線
- 唐津相知道路 （将来接続する予定）
- 国道203号
- 厳木多久道路